# Genoveva
Genoveva és una òpera en quatre actes de Robert Schumann, amb llibret de Robert Reinick i el compositor, a partir de la llegenda de Genoveva de Brabant. S'estrenà al Stadttheater de Leipzig el 25 de juny de 1850 sota la direcció del mateix compositor. No s'ha estrenat a Catalunya. És l'única òpera composta per Schumann.

## Origen i context
Genoveva està basada en la història de Genoveva de Brabant, una llegenda medieval situada al segle viii que segons es diu es basa en la vida de Maria de Brabant, esposa de Lluís II, duc de Baviera del segle xiii. La història va guanyar popularitat durant la primera meitat del segle xviii, principalment a causa de les diversos teatralitzacions que es van fer a Alemanya. Dues de les versions d'aquest període, l'obra de Ludwig Tieck, Vida i Mort de Santa Genoveva i de l'obra de Friedrich Hebbel, Genoveva, van servir de base per al llibret de l'òpera.
Schumann va expressar el desig d'escriure una òpera ja l'any 1842, i estava fascinat per les possibilitats de les òperes basades en llegendes tradicionals alemanyes. Els seus quaderns de notes d'aquesta època mostren que, entre d'altres, Schumann va considerar les històries del Cant dels Nibelungs, Lohengrin i Till Eulenspiegel com a bones candidates per ser l'argument d'una òpera alemanya.
Schumann va començar a treballar en Genoveva cap al final d'un període d'intensa depressió. A principis dels anys 1840, desanimat tant per la major estima que el públic sentia cap a la seva dona, Clara Schumann, una destacada pianista i una compositora amb una carrera d'alt nivell com a virtuosa de gira, i pel fet que no li van oferir a ell la direcció de la Gewandhaus de Leipzig, la depressió de Schumann es va intensificar. El 1844, ell i Clara es van traslladar a Dresden, on la seva depressió es va moderar i va començar a treballar en diverses composicions, entre elles Genoveva.